# Ma vie en cinémascope
Pour plus de détails, voir Fiche technique et Distribution.
Ma vie en cinémascope est un film québécois de Denise Filiatrault, sorti en 2004.
Pascale Bussières y incarne le rôle principal, entourée de Serge Postigo (Olivier Guimond, le premier amour de la chanteuse), de Denis Bernard (Lucio Agostini (en), le deuxième amour d'Alys) et de Michel Barrette (le père d'Alys).

## Synopsis
Le film raconte la vie d'une chanteuse des années 1940-1950, Alys Robi.
Nous voyons la comédienne en spectacle interpréter les plus grands succès de la légende québécoise ainsi que la star lors de son internement à l'asile Saint-Michel-Archange de Québec, aujourd'hui l'Institut universitaire en santé mentale de Québec. Elle y subira une lobotomie à l'âge de 28 ans.

## Fiche technique
Source : IMDb et Films du Québec
- Titre original : Ma vie en cinémascope
- Réalisation : Denise Filiatrault
- Scénario : Denise Filiatrault
- Musique : Jean Robitaille, Jean-Sébastien Robitaille et Paul R. Bisson
- Direction artistique : Normand Sarrazin
- Costumes : Denis Sperdouklis
- Maquillage : Marie-Angèle Breitner
- Coiffure : Michelle Côté
- Photographie : Pierre Mignot
- Son : Don Cohen, Marie-Claude Gagné, Michel Descombes, Réjean Juteau
- Montage : Yvann Thibaudeau
- Consultante : Alys Robi
- Production : Denise Robert, Daniel Louis
- Société de production : Cinémaginaire
- Sociétés de distribution : Les Films Séville, Alliance Atlantis Vivafilm
- Budget : 6 millions $ CA
- Pays de production :  Canada
- Langue originale : français
- Format : couleur — format d'image : 1,85:1
- Genre : drame biographique
- Durée : 105 minutes
- Dates de sortie :
  - Canada : 7 décembre 2004 (première au Théâtre Maisonneuve de la Place des Arts de Montréal)
  - Canada : 17 décembre 2004 (sortie en salle au Québec)
  - Canada : juin 2005 (DVD)
  - France : 4 novembre 2005 (Festival Paris Cinéma)
  - France : 24 novembre 2005 (Semaine du cinéma du Québec à Paris)

## Distribution
- Pascale Bussières : Alys Robi
- Michel Barrette : Napoléon « Paulo » Robitaille
- Serge Postigo : Olivier Guimond
- Denis Bernard : Lucio Agostini (en)
- Noémie Yelle : Alys, adolescente
- Johanne Marie Tremblay : Bertine Robitaille
- Adèle Reinhardt : Rosanna, la grand-mère d'Alys
- Lise Dion : Manda Parent
- Nathalie Mallette : Rose Ouellette « La Poune »
- Chantal Baril : Juliette Petrie
- Normand Chouinard : Jean Grimaldi
- Charles-André Bourassa : Gérard Robitaille, le frère d'Alys
- Ariel Gendron : Alys Robitaille, enfant
- Martin Cloutier : Baloune
- Jeff Boudreault : Paul Desmarteaux
- Tony Robinow : l’agent d'Alys Robi
- Jacques Girard : arbitre à la lutte
- Paul Doucet : Roy Maloin
- Frédéric Desager : le curé
- Pierre Collin : le docteur
- Martin Larocque : Camilien Houde
- Patrick Labbé : Yvon Robert
- Martin Rouette : l’étudiant en médecine
- René Gagnon : le curé du village
- Robert Lalonde : le neurologue de Prévost
- Dean Patrick Fleming : le photographe à New York
- Yvan Benoît : le gérant du Capitole
- Mireille Thibault : la caissière du National
- Alexandrine Agostini : la patiente St-Michel
- Julianne Côté : Jeannette Robitaille à l’âge de 12 ans
- Fabien Dupuis : le gardien St-Michel
- Manon Miclette : une patiente à l'asile
- Thérèse Perreault : religieuse au réveil d'Alys

## Distinctions

### Récompenses
- Prix Génie 2005 : 
  - meilleure actrice : Pascale Bussières
- Prix Jutra 2005 : 
  - meilleure actrice : Pascale Bussières
  - meilleure direction artistique : Normand Sarrazin
  - meilleur maquillage : Marie-Angèle Breitner-Protat
  - meilleur son : Donald Cohen, Marie-Claude Gagné et Michel Descombes
  - meilleure coiffure : Michelle Côté

### Nominations
- Prix Génie 2005 : 
  - meilleur film : Denise Robert et Daniel Louis
  - meilleure réalisation : Denise Filiatrault
  - meilleur scénario : Denise Filiatrault
  - meilleure photographie : Pierre Mignot
  - meilleur montage  : Yvann Thibaudeau
  - meilleurs costumes : Denis Sperdouklis
- Prix Jutra 2005 : 
  - meilleur film : Denise Robert et Daniel Louis (Cinémaginaire)
  - meilleure réalisation : Denise Filiatrault
  - meilleur acteur de soutien : Serge Postigo
  - meilleurs costumes : Denis Sperdouklis
- Gala de l'ADISQ 2005[2]:
  - album de l'année - populaire pour Ma vie en cinémascope : Pascale Bussières

## Autour du film
Adèle Reinhardt qui joue le rôle de la grand mère d'Alys Robi dans ce film a déjà travaillé avec Denise Filiatrault dans le passé avec les adaptations cinématographiques des œuvres littéraires de Michel Tremblay, auteur québécois: C't'à ton tour, Laura Cadieux et Laura Cadieux... la suite.
Lise Dion qui joue le rôle de Manda Parent dans le film a aussi été une de ses collègues dans la série télévisée Le Petit Monde de Laura Cadieux qui a également été réalisé par Denise Filiatrault.